# Північні Ували
Північні Ували (рос. Се́верные Ува́лы) — горбиста височина в північній частині Східно-Європейської рівнини.
Північні Ували прямують на захід від Середнього Уралу, приблизно по 60° півн. ш. Розташовані на південь від річок Сухона і Вичегда і на північ від верховій Вятки і Ками. На південному заході, переходить у широку долину на верхньої Волги.
Є витоком річок Юг, Луза, Молома, Сисола, Унжа.
Довжина близько 600 км. Висота до 293 м на «Ісаковій горі», що розташована поблизу села Ісаково Бабушкинського району Вологодської області.
Складений льодовиковими і флювіогляціальними відкладеннями, на найпідвищеніших ділянках розвинені виходи корінних порід . Хвойна рослинність, місцями сильно заболочена.

## Ланки
- Северные Увалы. National Geospatial-Intelligence Agency, Bethesda, MD, USA. Архів оригіналу за 19 листопада 2012. Процитовано 19 листопада 2012.

| Росія | Це незавершена стаття з географії Росії. Ви можете допомогти проєкту, виправивши або дописавши її. |